# زنگ‌آوای جنوبی
زنگ‌آوای جنوبی (نام علمی: Laniarius ferrugineus) نام یک گونه از سرده زنگ‌آواها است.